# Computerbeveiliging
Computerbeveiliging is de activiteit van het inrichten van een computer om die te beschermen tegen bedreigingen als virusaanvallen, DDoS-aanvallen en spam. Het is een belangrijke maatregel binnen het aandachtsgebied informatiebeveiliging.

## Dreigingen
Doordat veel computers zijn aangesloten op het internet bestaan er verschillende risico's. Hieronder een niet uitputtend overzicht:
- Computerkrakers vallen systemen aan met onder meer het doel deze in te zetten om spam vanaf te verzenden.
- Hacktivisme of minder politiek getint vandalisme uiten zich vooral in het defacen van, al dan niet prominente, websites.
- Bedrijfsspionage en het uitlekken van vertrouwelijke informatie.
- Gewone spionage en het bespioneren van burgers door de overheid, of door grote internetbedrijven.
- Phishing is een techniek om een digitale identiteit over te nemen door middel van mailing of sms.
- Wardriving wordt gebruikt om draadloze netwerken te onderzoeken.
- Virussen, spyware en andere malware zijn een constante bedreiging voor de computergebruiker.

Deze vormen van het misbruik maken van gegevens en van de computer van iemand anders vallen afhankelijk van de ernst ervan onder computercriminaliteit.

## Maatregelen
De bestaande bedreigingen kunnen worden tegengegaan door het treffen van maatregelen. Het volgende onderscheid is te maken:
- softwarematige maatregelen
- hardwarematige maatregelen
- fysieke maatregelen
- menselijke en organisatorische maatregelen

### Software
- Scannen op virussen, spyware of adware met behulp van antivirussoftware en antimalwaresoftware: Virussen kunnen een hoop last veroorzaken door de computer trager te maken, hem steeds opnieuw te laten opstarten of zelfs bestanden te gijzelen. Spyware is ook ongewild, omdat het ongewenst informatie verzamelt over de gebruiker en de informatie naar een centrale server doorstuurt. Daarna wordt die informatie vaak verkocht of voor reclamedoeleinden gebruikt. Adware geeft op willekeurige momenten reclame waar veel gebruikers zich aan ergeren. Scanners worden doorgaans gebruikt als onderdeel van geavanceerde veiligheidstoetsen zoals red teaming en penetratietesten.[1]
- Een firewall is bedoeld om in- en uitgaand verkeer te filteren en verkeer dat niet toegestaan is of dat potentieel gevaarlijk is te blokkeren. Een firewall is een goede bescherming tegen computerkrakers. Daarnaast kan een firewall spyware die verzamelde informatie naar zijn maker wil sturen of computerwormen die zich proberen te verspreiden opmerken.
- Een beperking door middel van bijvoorbeeld een sandbox of het beperken van toegangsrechten is een effectieve manier om te zorgen dat er geen schade kan worden aangericht door de mogelijkheid die schade toe te brengen weg te nemen. Door er bijvoorbeeld voor te zorgen dat een gebruiker niet in het register van Windows kan komen, zal een kwaadaardig programma het register niet kunnen besmetten. Door ervoor te zorgen dat een gebruiker of programma niets op de systeempartitie kan schrijven, zijn systeembestanden gevrijwaard van wijzigingen.
- Encryptie is het versleutelen van bestanden of verbindingen om te zorgen dat ze niet kunnen worden afgeluisterd of gemanipuleerd.
- Anoniem surfen is een manier om het internet te benaderen waarbij zo veel mogelijk persoonlijke gegevens, zoals een IP-adres, verborgen blijven voor derden, dus niet of moeilijk zijn te controleren. Dit wordt in de praktijk meestal met behulp van een proxyserver of VPN-server gerealiseerd.
- Door het gebruik van een complex wachtwoord kan een gebruiker toegang krijgen. Wachtwoorden zijn op veel verschillende plaatsen te gebruiken: van een BIOS tot een website en van een besturingssysteem tot een wachtwoordenkluis.
- Programma's en besturingssystemen die door veel mensen gebruikt worden zijn voor veel crackers een interessanter doelwit dan minder bekende alternatieven. Voorbeelden zijn Windows en Internet Explorer tegenover Linux en Firefox. Omdat Linux door minder mensen gebruikt wordt is het, ondanks dat de broncode vrij beschikbaar is, een minder interessant doelwit. Er zijn nog een paar redenen dat er zelfs relatief op Linux minder aanvallen worden uitgevoerd: het is op Unix gebaseerd, heeft een strikte scheiding tussen de rootgebruiker en de standaard gebruikers en Linuxgebruikers zijn gemiddeld beter op de hoogte van de beveiliging op hun systeem. Daarnaast zijn fouten vaak sneller verholpen doordat iedereen de broncode kan bekijken en een update kan uitbrengen. Wanneer belangrijke nieuwe securitypatches beschikbaar komen, is het zaak deze zo spoedig mogelijk te installeren om beveiligingslekken te repareren.

### Hardware
Hardwarematige maatregelen zijn onder meer:
- NX-bit van Advanced Micro Devices AMD of XD-bit van Intel: Deze technieken lijken veel op elkaar en beschermen, in samenwerking met een besturingssysteem met ondersteuning hiervoor, de computer tegen buffer-overflow aanvallen van bijvoorbeeld computervirussen.
- Hardwarematige encryptie: Door het versleutelen van bestanden of gegevensstromen met behulp van hardware te laten gebeuren wordt de processor ontlast en wordt de drempel voor het grootschalige gebruik van encryptie lager.
- Trusted Platform Module: Een chip die bijvoorbeeld wachtwoorden en encryptiesleutels kan opslaan.
- Biometrische herkenning: Door een computer te voorzien van bijvoorbeeld vingerafdrukherkenning of een irisscanner kan de identiteit van de persoon met grotere zekerheid worden vastgesteld en daardoor wordt de kans kleiner dat kwaadwillende personen tot een computer toegang krijgen. Op veel computersystemen wordt biometrische beveiliging standaard geïnstalleerd. Zo zijn er diverse laptops waarop kan worden ingelogd met een vingerafdruk.

### Fysiek
Fysieke beveiligingsmaatregelen zijn onder meer:
- Anti-diefstalsystemen op basis van een staalkabel zijn in veel situaties een afdoende oplossing. Een belangrijk voordeel van deze oplossing is dat de apparatuur nog steeds kan worden verplaatst. Een stalen slot is in vergelijking met andere vormen van beveiliging goedkoop.
- Laptops beveiligt men onderweg met een beveiligingsset op basis van een staalkabel. Laptops zijn daarvoor voorzien van een standaardbevestigingspunt daarvoor. In de kantooromgeving heeft een iets sterker beveiligingssysteem de voorkeur. Er zijn verscheidene leveranciers die producten aanbieden met bijvoorbeeld dikkere staalkabels of combinaties van kluizen en staalkabels.
- Het gebruik van een computerkluis is in sommige omstandigheden raadzaam, bijvoorbeeld op scholen. Deze veelal stalen kasten omsluiten de personal computer volledig waardoor diefstal moeilijker wordt. Het is een nadeel van deze oplossing is dat die alleen voor CPU's kan worden gebruikt, een tft-scherm is op deze manier niet te beveiligen.
- Zowel notebook- als desktops kunnen van een eigendomskenmerk worden voorzien. Deze permanente markering wordt succesvol toegepast op grond van het feit dat gemarkeerde apparatuur voor dieven en helers moeilijker is te verkopen. Het wegbreken of schuren van de markering veroorzaakt immers forse beschadigingen op de apparatuur.
- De USB-poorten van computers kunnen worden afgesloten en er bestaan USB-sticks waarvoor een wachtwoord nodig is of die alleen met een vingerafdruk functioneren.
- Air gap of air wall: een netwerk beveiligen door het fysiek te isoleren van onveilige netwerken zoals het publieke internet of een onbeveiligd plaatselijk netwerk. Bij uitbreiding wordt met air gapped een nieuwe computer die nog niet eerder op een netwerk of op internet is aangesloten.[2]

### Organisatie
De volgende maatregelen bevorderen de veiligheid:
- Gebruikers moeten een goed wachtwoord op hun gebruikersaccounts hebben.
- Gebruikers moeten goed worden geïnformeerd over het gebruik van hun computer en over de manier waarop zij zich tegen misbruik kunnen beschermen.
- Een periodieke controle binnen een organisatie op het naleven van de maatregelen.